# ザナドゥ (映画)
『ザナドゥ』（英: Xanadu）は、1980年公開のアメリカ映画。地上に最高の音楽の殿堂を作るために、と集まる人々を描くミュージカル・ファンタジー映画。
2007年には、この映画のブロードウェイ・ミュージカル劇場版が制作・上演された。各シーンで使用される楽曲は、映画サントラ盤とほぼ同じであるが、LP未収録のシングル盤B面曲は削除された。その代わりにオリビアの『そよ風の誘惑』とELOの『イーヴィル・ウーマン』が追加された。
ブロードウェイ版は、酷評された映画とは対照的に『ニューヨーク・タイムズ』で絶賛されるなどし、翌年のトニー賞にミュージカル作品賞、台本賞、主演女優賞、振付賞で候補となり、予想以上のロングラン上演となった（512公演）。ブロードウェイ以外でも次々に新演出で公演されるようになり、オーストラリアでの公演は本作の振付家ケニー・オルテガが手掛けた。2015年にはロンドンで英国初演もされた。

## 解説
1947年のリタ・ヘイワース主演映画『地上に降りた女神』Down to Earth（日本劇場未公開、2004年「リタ・ヘイワース　フィルム・コレクション」と1作としてDVDスルー）の非公式なリメーク作品とされる。
『ザナドゥ』はクビライ・カーンの設けた伝説の歓楽の都をテーマにした詩 (Kubla Khan) にインスパイアされて、この映画としては音楽の殿堂を重ね合わせている。
当時大人気を誇る歌手オリビア・ニュートン＝ジョンと、半ば引退状態にあった往年のミュージカル・スター、ジーン・ケリーの競演、音楽はエレクトリック・ライト・オーケストラ（ELO）が担当するなど、話題性十分の作品だった。当時の宣伝コピーは「ファンタジー。ミュージカル。夢が実現するところ。（A fantasy. A musical. A place where dreams come true.）」であった。
途中、アニメーションのみで構成されるシーンが挿入される。このアニメーションパートは、ドン・ブルース・プロダクションが制作している。

## キャスト
※括弧内は日本語吹替
- 女神キラ - オリビア・ニュートン＝ジョン（小林さやか）
- ダニー・マグワイア - ジーン・ケリー（中村正）
- ソニー・マローン - マイケル・ベック（内田夕夜）
- シンプソン - ジェームズ・スローヤン（田中正彦）

## 受賞
- アイヴァー・ノヴェロ賞 音楽賞受賞（ジェフ・リン）
- ゴールデンラズベリー賞 最低監督賞受賞（ロバート・グリーンウォルド）

## サウンドトラック
映画は批評的/商業的に失敗したものの、サウンドトラックアルバムは全米4位（Billboard Albums）に入る大きな成功を収めた。詳しくはザナドゥ (アルバム)を参照。

このサウンドトラック・アルバムからは下記の5枚のシングル盤が20位以内にチャートインした。
- マジック（Magic） - オリビア・ニュートン＝ジョン (No. 1 - 4 weeks Pop, No. 1 - 5 weeks AC, certified gold)
- ザナドゥ（Xanadu） - エレクトリック・ライト・オーケストラ／オリビア・ニュートン＝ジョン (No. 8 Pop, No. 2 AC)
- オール・オーヴァー・ザ・ワールド（All Over The World） - エレクトリック・ライト・オーケストラ (No. 13 Pop, No. 45 AC)
- I'm Alive - エレクトリック・ライト・オーケストラ (No. 16 Pop, No. 48 AC, certified gold)
- 恋の予感（Suddenly） - オリビア・ニュートン＝ジョン／クリフ・リチャード (No. 20 Pop, No. 4 AC)

### シングルチャート最高位
| 作品名                                   | 年度 | チャート最高位 | チャート最高位 | チャート最高位 | チャート最高位 | チャート最高位 | チャート最高位 | チャート最高位 | チャート最高位 | チャート最高位 | チャート最高位 |
| 作品名                                   | 年度 | 豪             | 墺             | 加             | 蘭             | 独             | 愛             | 新             | 瑞典           | 英             | 米             |
| ---------------------------------------- | ---- | -------------- | -------------- | -------------- | -------------- | -------------- | -------------- | -------------- | -------------- | -------------- | -------------- |
| "I'm Alive"(ELO)                         | 1980 | 27             | —              | 7              | 38             | 16             | 10             | 32             | —              | 20             | 16             |
| "マジック"(オリビア・ニュートン＝ジョン) | 1980 | 4              | 20             | 1              | 13             | 36             | —              | 4              | 12             | 32             | 1              |
| "ザナドゥ"(オリビア and ELO)             | 1980 | 2              | 1              | 6              | 1              | 1              | 1              | 8              | 3              | 1              | 8              |
| "オール・オーヴァー・ザ・ワールド"(ELO)  | 1980 | 78             | —              | 3              | 10             | 28             | 12             | —              | —              | 11             | 13             |
| "恋の予感"(オリビア and クリフ)          | 1980 | 37             | —              | 60             | —              | —              | 6              | 30             | —              | 15             | 20             |
| "Don't Walk Away"(ELO)                   | 1980 | —              | —              | —              | —              | 52             | 7              | —              | —              | 21             | —              |
| — は、ランクランク外または未発売         |      |                |                |                |                |                |                |                |                |                |                |

### アルバムチャート最高位
| チャート名（1980年度）                           | 最高位 |
| ------------------------------------------------ | ------ |
| ケント・ミュージック・レポート（オーストラリア） | 1      |
| Ö3 Austria Top 40 Longplay（オーストリア）       | 1      |
| RPM アルバムチャート（カナダ）                   | 2      |
| メディア・コントロール（ドイツ）                 | 1      |
| ノルウェー・アルバムチャート                     | 1      |
| スウェーデン・アルバムチャート                   | 1      |
| 全英アルバムチャート（イギリス）                 | 2      |
| Billboard 200（アメリカ）                        | 4      |
| キャッシュボックス（アメリカ）                   | 1      |
| レコード・ワールド（アメリカ）                   | 1      |
| オリコン週間LPチャート（日本）                   | 6      |